# Svačka biskupija
██ Svačka biskupija u 15. stoljeću
Biskupija Svač (lat. Dioecesis Suacinensis) je de facto bila rimokatolička biskupija u Crnoj Gori.
Nalazila se južno od istočnog dijela Skadarskog jezera. Ime je dobila po gradu Svaču, za kojeg se govorilo da u njemu ima crkava koliko dana u godini". Gradska je katedrala bila posvećena sv. Ivanu.
U doba dukljaskih vladara Vojislavljevića je ova biskupija pripadala Barskoj nadbiskupiji, odnosno Dukljanskoj crkvi.
Sredinom 16. st. je ugašena i danas postoji samo kao naslovna biskupija. 
Današnji naslovni biskup je Bernardito Clopas Auza.

## Biskupi
- Franjo Crutta, skadarski biskup do 1646., od 1641. apostolski povjerenik za biskupije Drivast i Svač[3]